# Abreu e Lima
Abreu e Lima, amtlich Município de Abreu e Lima, ist eine Stadt im brasilianischen Bundesstaat Pernambuco. Sie hatte 2011 etwa 95.000 Einwohner.

## Persönlichkeiten
- Keila Costa (* 1983), Leichtathletin